# فیلتر آب

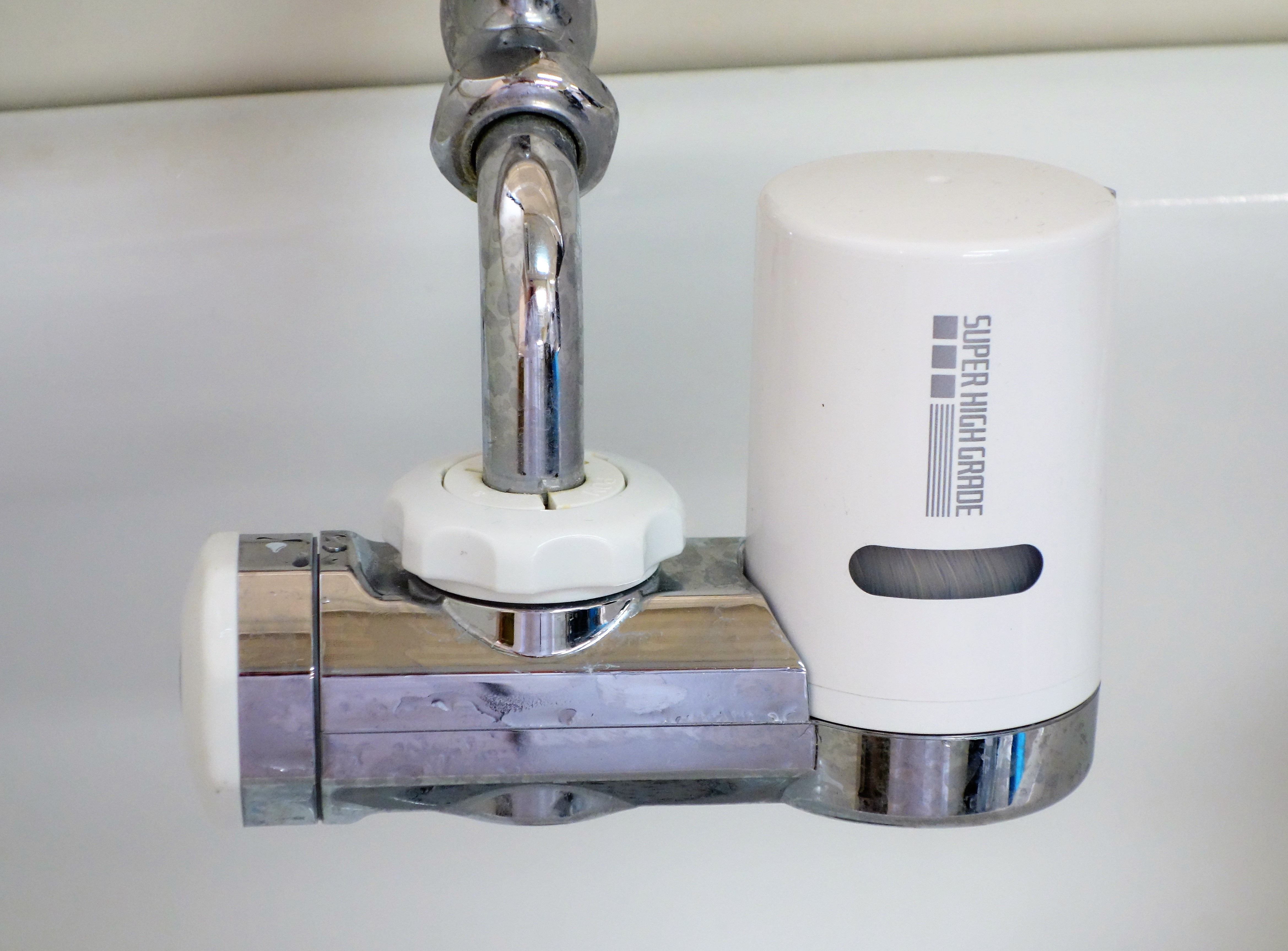
فیلتر آب

فیلتر آب (انگلیسی: Water filter) دستگاهی برای از بین بردن ناخالصی‌ها با کاهش آلودگی‌های آب است، که اغلب با استفاده از یک مانع فیزیکی، یک فرایند شیمیایی یا یک فرایند بیولوژیکی انجام می‌گیرد. فیلترهای آب برای مقاصد مختلف مانند آبیاری کشاورزی، تأمین آب آشامیدنی و تصفیه آب استخرها و آکواریوم‌ها مورد استفاده قرار می‌گیرد.

## تمیزکردن آب
اصطلاح تمیز کردن آب می‌تواند به کنش و واکنش‌هایی اطلاق گردد که ذرات ریز و میکروسکوپی آب را حذف یا تصفیه می‌کنند. این فرایند در متدهای مختلف متفاوت است. به عنوان مثال یک تولیدکننده فیلترهای آکواریوم ممکن است بگوید که فیلترهای آن با جذب «ذرات ریز» ازطریق پدهای نایلونی یا پلی‌استر، آب را تصفیه و تمیز می‌کنند. یا در استفاده از شیوه‌های مغناطیسی با عبور دادن آب از روی بستری از ذرات مغناطیسی نیز می‌توان از این اصطلاح استفاده کرد. تمیزکردن آب در کارخانه‌های احیای آب نیز در مقیاس وسیع انجام می‌گیرد.